# Лыжно-гусеничный движитель

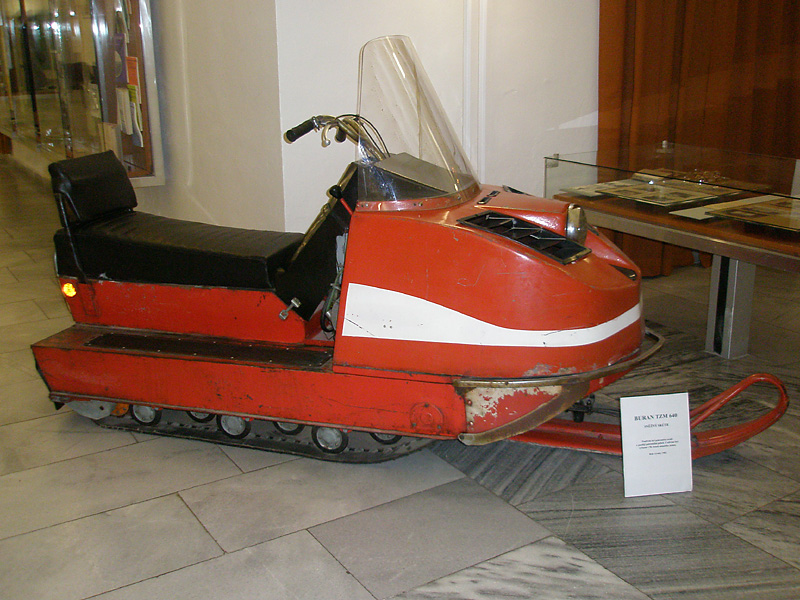
Советский снегоход СБ-640 «Буран» — типичное транспортное средство с лыжно-гусеничным движителем

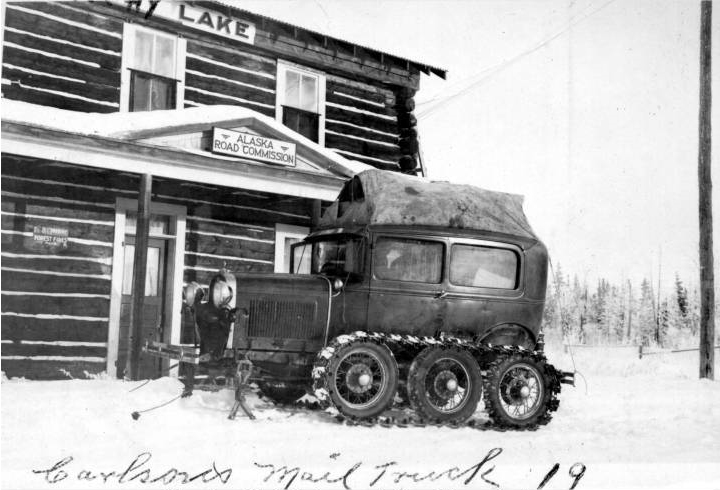
Серийный колёсный автомобиль, кустарно переоборудованный в лыжно-гусеничный. Аляска, 1919 год

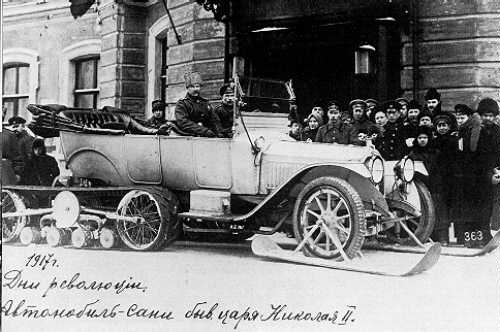
Автомобиль-сани «Packard» Николая II, оборудованный гусеничным движителем системы Кегресса (1917 год). Конструкция многих полугусеничных автомобилей позволяла быстро переоборудовать их движитель в лыжно-гусеничный

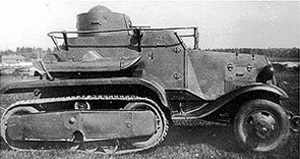
Советский полугусеничный бронеавтомобиль БА-30. Хорошо видна одна из съёмных лыж лыжно-гусеничного хода машины, закреплённая на надгусеничной полке

Лы́жно-гу́сеничный дви́житель — специализированный снегоходный движитель, состоящий (за редким исключением) из установленных раздельно ведущего гусеничного движителя (как правило, заднего расположения) и одной или нескольких лыж (обычно переднего расположения), обеспечивающих дополнительную опору и маневрирование. Отличается низким удельным давлением, высокой проходимостью и высокой скоростью при движении по снежному покрову, но совершенно неэффективен на других типах поверхности и непригоден к эксплуатации на них. Наибольшее распространение получил сперва на снегоходных автомобилях (широко применяемых до настоящего времени), а впоследствии — также на лёгких снегоходах (мотонартах).
Лыжно-гусеничный движитель конструктивно схож с полугусеничным, и возможность быстрого переоборудования полугусеничного движителя в более эффективный на снегу лыжно-гусеничный путём закрепления на колёсах специальных съёмных лыж (либо их установки вместо колёс на полуосях управляемого моста) предусматривалась конструкцией многих полугусеничных вездеходов.

## Лыжно-гусеничный движитель Неждановского
К лыжно-гусеничным относят также оригинальный движитель, разработанный советским изобретателем С. С. Неждановским. В его конструкции лыжи охвачены лентами гусеничного движителя, располагаясь внутри их габарита — при этом, за счёт специального редкозвенчатого устройства гусениц (огибавших гусеницу, не контактируя с ней, за счёт опорных катков), как и в традиционном лыжно-гусеничном движителе с раздельным расположением гусениц и лыж, продолжая выполнять самостоятельную опорную функцию. Движитель Неждановского ещё более эффективен на снегу, чем традиционные лыжно-гусеничные, но из-за общей сложности и ряда трудноустранимых проблем, связанных с особенностями его конструкции, применения не нашёл.
Примечательно, что такой движитель, сам по себе являющийся лыжно-гусеничным, может быть использован (вместо гусеничного движителя обычной конструкции) в комбинации с лыжно-гусеничным движителем с отдельно расположенными лыжами (именно такой вариант был реализован, в частности, на опытном снегоходном бронеавтомобиле БА-64-З).